# Vladimír Lodr
Vladimír Lodr (30. června 1934 –září 1973) byl československý basketbalista, účastník Mistrovství Evropy 1961, trojnásobný mistr Československa a trenér. Je zařazen na čestné listině mistrů sportu.
Manželka: Oldřiška Lodrová (20. prosince 1933)
Děti: Lucie Lodrová
V československé basketbalové lize odehrál celkem 12 sezón v letech (1953-1967). Hrál 8 sezón za tým Spartak Sokolovo / Sparta Praha, 2 sezóny za Slavoj Vyšehrad a 2 sezóny za ÚDA Praha, s nímž získal dva tituly mistra Československa (1955, 1956). Se Spartakem Sokolovo Praha získal 5 medailí, jednu zlatou za titul mistra Československa 1960, dvě stříbrné za druhá místa (1959, 1961) a dvě bronzové za třetí místa (1962, 1964). V československé basketbalové lize po zavedení podrobných statistik zápasů (od sezóny 1962/63) zaznamenal 778 bodů. 
S týmem Spartak Sokolovo / Sparta Praha se zúčastnil Poháru evropských mistrů v basketbale 1961, Byl nejlepším střelcem družstva, v šesti zápasech zaznamenal 75 bodů. Vyřadili Wolves Amsterdam (Holandsko) a Torpan Pojat Helsinky (Finsko), neuspěli až ve čtvrtfinále proti CCA Steaua Bukurešť (Rumunsko), rozhodl rozdíl 8 bodů ve skóre ze 2 zápasů.
Za reprezentační družstvo Československa hrál dva zápasy na Mistrovství Evropy 1961 v Bělehradě (5. místo).
Po skončení hráčské kariéry byl trenérem v ligových týmech československé basketbalové ligy Spartak Sokolovo Praha (1964/65) a Slavoj Vyšehrad (1971/72).

## Hráčská kariéra

### kluby
- 1953-1954 Spartak Sokolovo – 8. místo (1954), v průběhu sezóny 1954/5 přestoupil do ÚDA Praha
- 1954-1956 ÚDA Praha – 2x 1. místo (1955, 1956)
- 1956-1957 Slavoj Vyšehrad – 8. místo (1957)
- 1957-1964 Spartak Sokolovo – 1. místo (1960), 2x 2. místo (1959, 1961), 2x 3. místo (1962, 1964), 4. místo (1963)
- 1966-1967 Slavoj Vyšehrad – 11. místo (1967)
- Československá basketbalová liga celkem 12 sezón (1953-1964, 1966-1967), 778 bodů (od sezóny 1962/63) a 7 medailových umístění
  - 3x mistr Československa (1955, 1956, 1960), 2x vicemistr (1959, 1961), 2x 3. místo (1962, 1964)
- Evropské poháry klubů – s týmem Spartak Sokolovo
  - Pohár evropských mistrů 1960/61, účast ve čtvrtfinále, vyřazeni CCA Bukrešť (60:50, 47:65)

### Československo
- Mistrovství Evropy 1961 Bělehrad (2 zápasy) 5. místo

…* Za reprezentační družstvo Československa v letech 1960-1961 2 utkání.

## Trenér
- 1964-1965 Spartak Sokolovo – 5. místo (1965)
- 1971-1972 Slavoj Vyšehrad – 10. místo (1972)